# Jamie Lynn Spears
Jamie Lynn Marie Spears (født 4. april 1991 i McComb, Mississippi) er en amerikansk skuespiller og sangerinde. Jamie Lynn er lillesøster til popidolet Britney Spears, og har optrådt sammen med hende ved flere lejligheder.
Jamie Lynn er bedst kendt for sin rolle som Zoey Brooks i tv-serien Zoey 101 på tv-kanalen Nickelodeon.
Jamie Lynn har desuden haft en rolle i filmen Crossroads (2002).
I 2002 genindspillede hun sammen med gruppen Triple Image sangen Girls Just Wanna Have Fun, som blev et stort hit blandt det yngre publikum. Sangen opnåede bl.a. at ligge nummer et på Disney Top 40 Countdown-listen.
I 2013 relancerede Jamie Lynn sin karriere som countrysanger. Hendes debutsingle "How Could I Want More" blev udgivet i november.

## Privatliv
I 2007 blev det offentliggjort i et interview med Jamie Lynn i bladet OK! Magazine, at hun var gravid i 3. måned med sin daværende kæreste, Casey Aldridge. Rygterne vil vide, at Britney Spears intet vidste om graviditeten før hun læste nyheden i bladet. Jamie Lynns datter, Maddie Briann Aldrige, blev født den 19. juni 2008.
I marts 2013 blev Jamie Lynn forlovet med sin kæreste, Jamie Watson.

## Eksterne links
- Jamie Lynn Spears
- Jamie Lynn Spears på Internet Movie Database (engelsk)
- Jamie Lynn Spears på Svensk Filmdatabas (svensk)
- Jamie Lynn Spears på AlloCiné (fransk)
- Jamie Lynn Spears på AllMovie (engelsk)
- Jamie Lynn Spears på Rotten Tomatoes (engelsk)
- Jamie Lynn Spears på The Movie Database (engelsk)
- Jamie Lynn Spears på Behind The Voice Actors (engelsk)

- Wikimedia Commons har flere filer relateret til Jamie Lynn Spears